# Nowoukrainskij
Nowoukrainskij (ros. Новоукраинский) – chutor w Rosji, w Kraju Krasnodarskim, w sąsiedztwie miasta Krymsk. Znaczące skupisko mniejszości greckiej.
Skład etniczny w 2002:
1. Rosjanie – 57,3%
2. Grecy – 21,3%
3. Turcy – 10,4%
4. Ukraińcy – 2,7%
5. Azerowie – 2,4%
6. Ormianie – 1%